# محمد علي جاويد
السيد محمد علي جاويد زعيم حزب حركات أفغانستان، ولد في مزار شريف في أسرة الهزازة الشيعيّة. أنهى التعليم الأولي في أفغانستان والتعليم العالي في النجف (العراق) وأكمل الدكتوراه في الدراسات الدينية. وهو يتحدث العربية بطلاقة إلى جانب الفارسية. خلال النظام الشيوعي أسس حزب الحركة الإسلامية في قيادة الشيخ آصف محسني. وخلال الغزو الروسي لأفغانستان كان يعمل في الجهاد ضد القوى الأجنبية. وبعد انتصار المجاهدين شغل المناصب والمقاعد التالية:
- وزير التخطيط والإدارة.[2]
- رئيس الوزراء بالنيابة.
- رئيس الوزراء.
- وزير النقل.
- المتحدث باسم الجبهة الوطنية للاتصالات.

والآن هو زعيم حزب الحركة الإسلامية وهم يمثلون شعب بلخ.